# Nombre 203
El nombre 203 (CCIII) és el nombre natural que segueix el nombre 202 i precedeix el nombre 204.
La seva representació binària és 11001011, la representació octal 313 i l'hexadecimal CB.
La seva factorització en nombres primers és 7×29; altres factoritzacions són 1×203 = 7×29.
És el nombre de Bell d'ordre 6, el nombre harmònic d'ordre; és un nombre gairebé primer: 7 x 29 = 203.

## En altres dominis
- 203 és el prefix telefònic de Connecticut.